# Iván Martín (labdarúgó, 1999)
Iván Martín (Bilbao, 1999. február 14. –) spanyol korosztályos válogatott labdarúgó, a Girona középpályása.

## Pályafutása

### Klubcsapatokban
Martín a spanyolországi Bilbao városában született. Az ifjúsági pályafutását a Torre Pacheco csapatában kezdte, majd a Villarreal akadémiájánál folytatta.
2019-ben mutatkozott be a Villarreal első osztályban szereplő felnőtt keretében. Először a 2019. január 17-ei, Espanyol ellen 3–1-re elvesztett kupamérkőzés 83. percében, Alfonso Pedraza cseréjeként lépett pályára. 2020 és 2023 között a Mirandés, az Alavés és a Girona csapatát erősítette kölcsönben. A lehetőséggel élve, 2023. július 22-én a Gironához igazolt.

### A válogatottban
Martín az U16-ostól az U19-esig minden korosztályos válogatottban képviselte Spanyolországot.

## Statisztikák
2023. június 4. szerint
| Klub                  | Szezon   | Osztály          | Bajnokság | Bajnokság | Kupa és Ligakupa | Kupa és Ligakupa | Nemzetközi | Nemzetközi | Összesen | Összesen |
| Klub                  | Szezon   | Osztály          | Meccs     | Gól       | Meccs            | Gól              | Meccs      | Gól        | Meccs    | Gól      |
| --------------------- | -------- | ---------------- | --------- | --------- | ---------------- | ---------------- | ---------- | ---------- | -------- | -------- |
| Villarreal            | 2018–19  | La Liga          | 0         | 0         | 1                | 0                | —          | —          | 1        | 0        |
| Mirandés (kölcsönben) | 2020–21  | Segunda División | 33        | 4         | 0                | 0                | —          | —          | 33       | 4        |
| Alavés (kölcsönben)   | 2021–22  | La Liga          | 6         | 0         | 2                | 0                | —          | —          | 8        | 0        |
| Girona (kölcsönben)   | 2021–22  | La Liga          | 19        | 0         | 0                | 0                | —          | —          | 19       | 0        |
| Girona (kölcsönben)   | 2022–23  | La Liga          | 24        | 3         | 2                | 0                | —          | —          | 26       | 3        |
| Girona (kölcsönben)   | Összesen | Összesen         | 43        | 3         | 2                | 0                | 0          | 0          | 45       | 3        |
| Összesen              | Összesen | Összesen         | 82        | 7         | 5                | 0                | 0          | 0          | 87       | 7        |